# Władysław Raczkiewicz

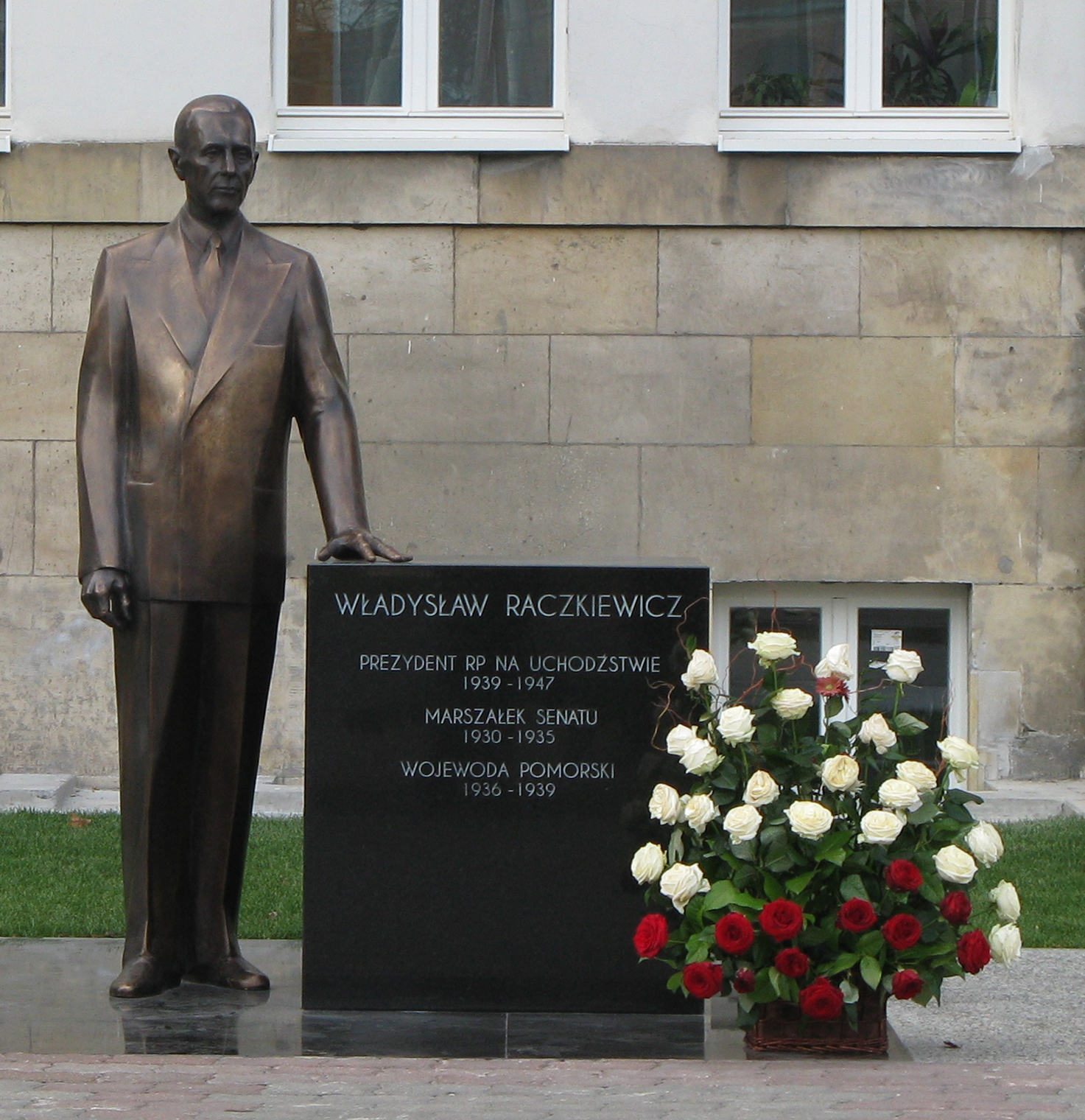
Pomnik Władysława Raczkiewicza przed Urzędem Marszałkowskim w Toruniu

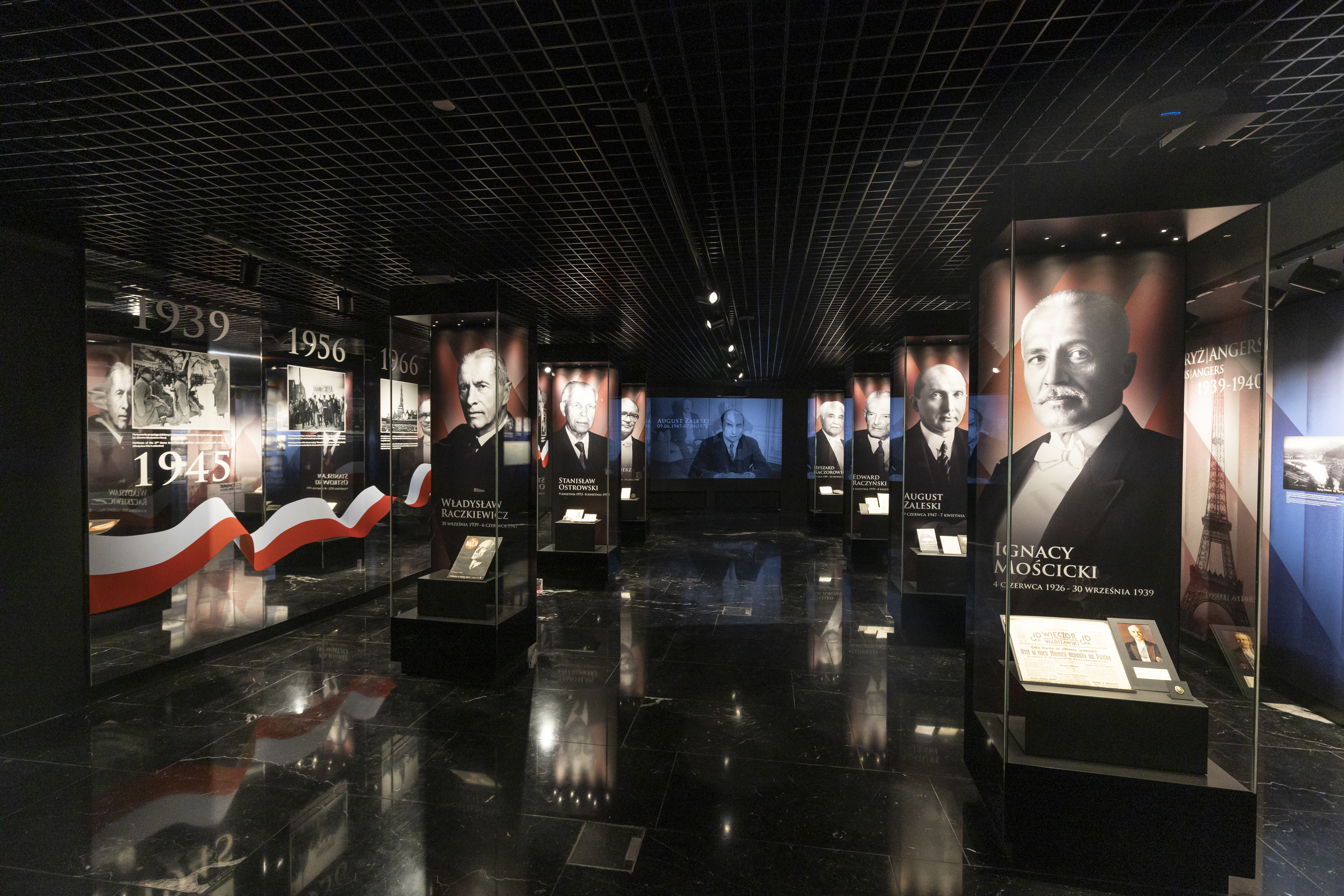
Izba Pamięci poświęcona Prezydentom RP na uchodźstwie przy Świątyni Opatrzności Bożej w Warszawie

Władysław Raczkiewicz (ur. 16 stycznia?/28 stycznia 1885 w Kutaisi, zm. 6 czerwca 1947 w Ruthin) – polski adwokat, działacz polityczny, społeczny i wojskowy, uczestnik I wojny światowej i wojny polsko-bolszewickiej, Prezydent Rzeczypospolitej Polskiej na uchodźstwie (1939–1947).
Minister spraw wewnętrznych w czterech rządach II Rzeczypospolitej (w latach 1921, 1925–1926, i 1935–1936), senator (z list BBWR) i marszałek Senatu III kadencji (1930–1935), wojewoda nowogródzki (1921–1924), wileński (1926–1931), krakowski (1935), pomorski (1936–1939), prezes Światowego Związku Polaków z Zagranicy (1934–1939), członek władz Towarzystwa Rozwoju Ziem Wschodnich. Kawaler Orderu Orła Białego.
Do 5 lipca 1945 był uznaną na arenie międzynarodowej głową państwa polskiego, a rząd RP na uchodźstwie stanowił legalną kontynuację rządu polskiego z września 1939 (powołany został na podstawie konstytucji kwietniowej poprzez wyznaczenie następcy na urzędzie prezydenta RP przez Ignacego Mościckiego), w związku z czym jest de iure ostatnim prezydentem II Rzeczypospolitej.

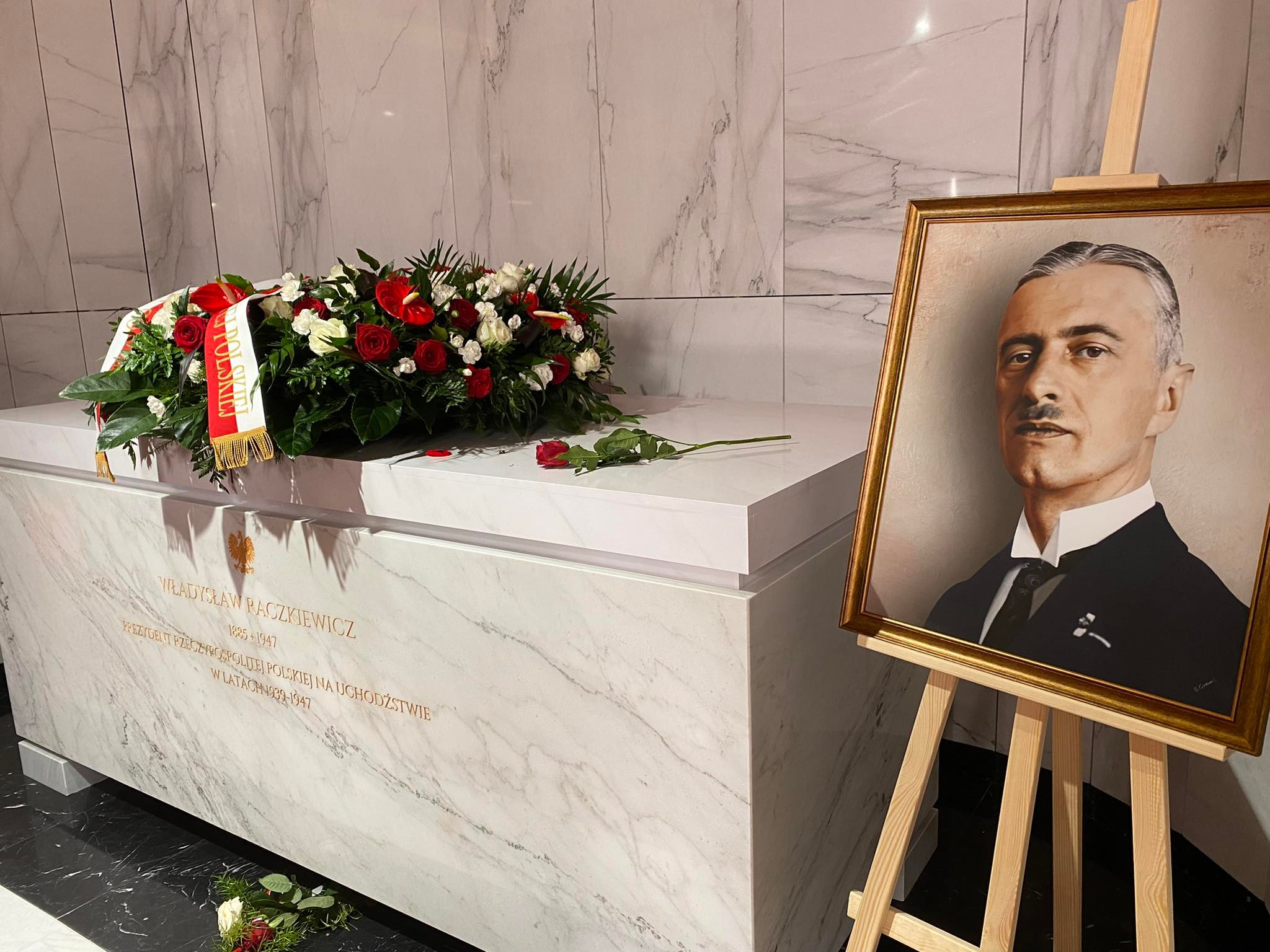
Sarkofag Raczkiewicza w Mauzoleum Prezydentów RP na Uchodźstwie

## Życiorys

### Młodość i wykształcenie
Był synem Józefa i Ludwiki z Łukaszewiczów. W 1903 ukończył gimnazjum w Twerze. Studiował następnie prawo i matematykę na Uniwersytecie Petersburskim. Działał w jawnych i konspiracyjnych organizacjach młodzieżowych: nielegalnej Organizacji Młodzieży Narodowej i Związku Młodzieży Polskiej „Zet”. By uciec przed represjami politycznymi przeniósł się do Dorpatu, gdzie w 1911 ukończył miejscowy uniwersytet.
Przed I wojną światową prowadził praktykę adwokacką w Mińsku.

### I wojna światowa
W czasie wojny służył w armii rosyjskiej, w stopniu chorążego (najniższy stopień oficerski w armii rosyjskiej). Po rewolucji lutowej i obaleniu caratu w marcu 1917 organizował jednostki polskie w Rosji. Był członkiem Polskiego Wojskowego Komitetu Wykonawczego, należał do organizatorów Naczelnego Polskiego Komitetu Wojskowego (Naczpol), a na I Ogólnym Zjeździe Wojskowych Polaków w Piotrogrodzie, w dniach 8–22 czerwca 1917, został jego przewodniczącym. Był przedstawicielem nurtu związanego z endecją i zwolennikiem tworzenia polskich sił zbrojnych na terenie Rosji. Po przewrocie bolszewickim (rewolucji październikowej), na początku 1918 sprawował funkcję prezesa Rady Naczelnej Polskiej Siły Zbrojnej z siedzibą w Kijowie, która przejęła kompetencje Naczpolu i która 4 marca 1918, po zawarciu traktatu brzeskiego rozwiązała się, przekazując kompetencje Radzie Regencyjnej. W listopadzie 1918 został kierownikiem Wydziału Wojskowego powołanego wówczas w Warszawie Komitetu Obrony Kresów Wschodnich. Walczył, jako porucznik, w Dywizji Litewsko-Białoruskiej. Powołany na stanowisko zastępcy komisarza generalnego Zarządu Cywilnego Ziem Wschodnich. W 1918 brał udział w obronie Mińska przed Armią Czerwoną, w 1920 dowodził ochotniczym oddziałem kresowym walczącym o Wilno.

### Działalność polityczna w II RP
W listopadzie 1920 został mianowany szefem Zarządu Terenów Przyfrontowych i Etapowych. Od grudnia 1920 do czerwca 1921 działał jako delegat przy rządzie Litwy Środkowej w Wilnie. Od czerwca do listopada 1921 był ministrem spraw wewnętrznych w rządzie Wincentego Witosa. Od października 1921 do sierpnia 1924 sprawował urząd wojewody nowogródzkiego. Od sierpnia 1924 do maja 1925 roku, jako delegat rządu, przebywał w Wilnie. Od czerwca 1925 do maja 1926 roku ponownie był ministrem spraw wewnętrznych. W 1925 otrzymał obywatelstwo honorowe gminy Lida. Po przewrocie majowym, od maja 1926 do grudnia 1930 roku, pełnił funkcję wojewody wileńskiego. Od listopada 1930 był senatorem z listy BBWR. W grudniu 1930 roku został marszałkiem Senatu. Od października 1935 do czerwca 1936 zasiadał w rządzie jako minister spraw wewnętrznych. 16 lipca 1936 objął urząd wojewody pomorskiego. Był członkiem tzw. grupy zamkowej prezydenta Ignacego Mościckiego.
Członek Prezydium Pomorskiego Wojewódzkiego Komitetu Funduszu Obrony Narodowej w Toruniu w 1938 roku.
Początkowo zbliżony do endecji, w latach trzydziestych XX wieku związał się z sanacją. Od 1934 prezes Światowego Związku Polaków z Zagranicy (Światpolu).
W okresie międzywojennym zasiadał w składzie Kapituły Orderu Odrodzenia Polski.
12 września 1939 rząd powierzył mu misję zorganizowania w Stanach Zjednoczonych pomocy tamtejszej Polonii dla ludności okupowanego kraju. Po agresji ZSRR na Polskę 17 września, przekroczył granicę polsko-rumuńską w Kutach. 27 września znalazł się w Paryżu.

### Prezydent RP na uchodźstwie
Po klęsce wrześniowej, na podstawie artykułów 13 i 24 Konstytucji kwietniowej z 1935, został mianowany następcą na stanowisku prezydenta przez Ignacego Mościckiego i objął urząd 30 września. Na początku pełnienia tego urzędu zrezygnował z części uprawnień prezydenckich na rzecz premiera rządu, Władysława Sikorskiego (tzw. umowa paryska).
Na początku grudnia 1939, wraz z rządem, przeniósł się do Angers, gdzie Rząd Rzeczypospolitej Polskiej na uchodźstwie uzyskał siedzibę eksterytorialną.  Tuż przed podpisaniem rozejmu Francji z Niemcami udał się wraz z rządem do Wielkiej Brytanii na zaproszenie rządu brytyjskiego, na pokładzie krążownika Royal Navy. W lipcu 1940 roku udzielił dymisji gen. Sikorskiemu i desygnował na premiera polityka obozu piłsudczykowskiego Augusta Zaleskiego. Pod naciskiem Brytyjczyków ponownie powołał Sikorskiego na fotel szefa rządu RP na uchodźstwie.
Po przybyciu z okupowanego kraju kuriera, Jana Karskiego, na prośbę żydowskiego podziemia wystosował 18 grudnia 1942 dramatyczny list do papieża Piusa XII, błagając go o publiczną obronę mordowanych Polaków i Żydów.
Przeciwny układowi Sikorski-Majski z 30 lipca 1941 roku, zagroził ustąpieniem z urzędu. 30 września 1944 pod presją Brytyjczyków odwołał ze stanowiska Naczelnego Wodza generała Kazimierza Sosnkowskiego, powołanego na to stanowisko po śmierci gen. Sikorskiego w katastrofie gibraltarskiej 4 lipca 1943.
5 lipca 1945 r., w wyniku ustaleń konferencji jałtańskiej, Rząd RP na uchodźstwie utracił uznanie Wielkiej Brytanii i Stanów Zjednoczonych, a w konsekwencji pozostałych państw tworzonej wówczas Organizacji Narodów Zjednoczonych. Oznaczało to przejęcie majątku i reprezentacji Polski na arenie międzynarodowej przez podporządkowany komunistom Tymczasowy Rząd Jedności Narodowej w Warszawie. Prezydent i Rząd RP na uchodźstwie utracili w konsekwencji status podmiotu prawa międzynarodowego, choć kontynuowali swą działalność aż do pierwszych powszechnych wyborów prezydenckich w Polsce w 1990.
Przed śmiercią prezydent Władysław Raczkiewicz w swoim politycznym testamencie mianował następcą na stanowisku głowy państwa innego polityka wywodzącego się z sanacji – Augusta Zaleskiego. Odrzucenie uzgodnionego wcześniej kandydata, dotychczasowego premiera Tomasza Arciszewskiego z PPS, doprowadziło do secesji tej partii z rządu i spowodowało długotrwałe rozbicie polskiej emigracji niepodległościowej w okresie powojennym.
Zmarł 6 czerwca 1947 roku w Ruthin w Walii, po długotrwałej, rozpoznanej już w 1939 chorobie (białaczka). Pochowany został na Cmentarzu Lotników Polskich w Newark w Wielkiej Brytanii, gdzie spoczął obok generała Władysława Sikorskiego.
12 listopada 2022 roku z inicjatywy premiera Mateusza Morawieckiego do Polski zostały sprowadzone jego szczątki oraz dwóch innych prezydentów RP na uchodźstwie: Augusta Zaleskiego i Stanisława Ostrowskiego. Tego samego dnia w Świątyni Opatrzności Bożej w Warszawie odbyły się uroczystości pogrzebowe m.in. z udziałem prezydenta Andrzeja Dudy i premiera Morawieckiego oraz pochówek w nowo powstałym Mauzoleum Prezydentów RP na Uchodźstwie.

## Ordery i odznaczenia
Z tytułu objęcia urzędu Prezydenta RP Władysław Raczkiewicz z dniem 30 września 1939 został kawalerem i Wielkim Mistrzem Orderu Orła Białego oraz kawalerem i Wielkim Mistrzem Orderu Odrodzenia Polski.
Ponadto:
- Krzyż Srebrny Orderu Wojskowego Virtuti Militari nr 5303 (17 maja 1922)[19][20][21]
- Wielka Wstęga Orderu Odrodzenia Polski (1935)[20][22]
- Krzyż Komandorski z Gwiazdą Orderu Odrodzenia Polski (9 listopada 1926)[23][20][21]
- Krzyż Komandorski Orderu Odrodzenia Polski (29 grudnia 1921)[20][24]
- Krzyż Niepodległości (6 czerwca 1931)[25][20][21]
- Krzyż Oficerski Orderu Odrodzenia Polski (13 lipca 1921)[20][26][27][28]
- Krzyż Zasługi Wojsk Litwy Środkowej[20][21]
- Odznaka Honorowa Polskiego Czerwonego Krzyża I stopnia (1935)[29]
- Wielka Wstęga Orderu Krzyża Orła (Estonia, 1934)[20][21][30][31]
- Wielka Wstęga Orderu Krzyża Południa (Brazylia, 1934)[20][21][32][31]
- Wielka Wstęga Orderu Leopolda (Belgia)[20][21][31]
- Wielka Wstęga Orderu Korony Jugosłowiańskiej (Jugosławia)[20][31]
- Order Legii Honorowej (Francja)[31]

## Wyróżnienia
- Doktorat honorowy prawa, nadany przez Uniwersytet Edynburski (22 marca 1941)[33].

## Upamiętnienie
- W 2008 Poczta Polska wyemitowała w nakładzie 600 tys. sztuk należący do serii „Prezydenci Rzeczypospolitej Polskiej na uchodźstwie” znaczek pocztowy o nominale 1,45 zł upamiętniający Władysława Raczkiewicza[34].
- W grudniu 2015 jego portret, wraz z portretami pozostałych prezydentów RP na uchodźstwie, został umieszczony na honorowym miejscu w holu ambasady RP w Londynie[35].
- Uchwałą z 4 listopada 2016 Senat RP zdecydował o ustanowieniu roku 2017 Rokiem Władysława Raczkiewicza[36].
- 12 października 2017 roku Rada Miasta Torunia nadała Trasie Średnicowej Północnej w Toruniu jego imię[37].
- 26 października 2022 roku popiersie prezydenta Władysława Raczkiewicza stanęło na Skwerze Przyjaźni Gruzińsko-Polskiej ( imienia Prezydenta) w gruzińskim mieście Kutaisi[38].
- 12 listopada 2022 roku z inicjatywy premiera Mateusza Morawieckiego w związku z uroczystym sprowadzeniem do Polski szczątków trzech prezydentów RP na uchodźstwie: Władysława Raczkiewicza, Augusta Zaleskiego i Stanisława Ostrowskiego w Świątyni Opatrzności Bożej w Warszawie otwarto Mauzoleum Prezydentów RP na Uchodźstwie, w którym złożono prochy Prezydentów[16][17]. Wraz z Mauzoleum, w Świątyni Opatrzności Bożej w Warszawie została również otwarta Izba Pamięci, poświęcona Prezydentom RP na Uchodźstwie i ich działalności. Izba została zaprojektowana przez Instytut Pamięci Narodowej oraz Fundację "Pomoc Polakom na Wschodzie"[39][40].
- 22 listopada 2022 r. Poczta Polska wyemitowała w nakładzie 120 tys. sztuk należący do serii „Marszałkowie Senatu II RP” znaczek pocztowy o nominale 3,90 zł upamiętniający Władysława Raczkiewicza[41].